# Stephen Lewis
Stephen Henry Lewis CC  (11 de novembro de 1937) é um político canadense, orador, locutor e diplomata. Ele foi o líder do social-democrata Novo Partido Democrático de Ontário durante a maior parte da década de 1970.
Durante muitos desses anos como líder, seu pai David Lewis foi simultaneamente o líder do Novo Partido Democrático federal. Depois da política, ele se tornou um locutor da CBC Radio e da Citytv de Toronto. Em meados da década de 1980, ele foi nomeado embaixador do Canadá nas Nações Unidas, pelo primeiro-ministro conservador progressista Brian Mulroney. Ele saiu em 1988 e trabalhou em várias agências das Nações Unidas durante a década de 1990. Nos anos 2000, ele serviu como enviado especial das Nações Unidas para HIV/AIDS na África. Em 2003, ele foi investido na Ordem do Canadá. A partir de 2014, ele é um distinto professor visitante na Universidade Ryerson.

## Carreira
De 1995 a 1999, Lewis foi vice-diretor do UNICEF. De 2001 a 2006, trabalhou como Enviado Especial das Nações Unidas para HIV/AIDS na África. Nessa função, ele chamou a atenção para a crise do HIV/AIDS e convenceu os líderes e o público de que eles têm a responsabilidade de responder. Ele tem sido amplamente elogiado por sua eficácia nesta função. Em 2005 adaptou as suas Conferências Massey num livro intitulado "Race Against Time", onde descreve a disjunção entre o que a comunidade internacional promete e as suas acções na resposta à pandemia em África.
Em maio de 2006, Lewis ingressou na Faculdade de Ciências Sociais da McMaster University como bolsista residente. Também em 2006, foi eleito membro sênior do Massey College da Universidade de Toronto. Em 2009, Lewis criticou veementemente a afirmação do Papa Bento XVI de que o uso de preservativos só piora a crise da AIDS.

## Honrarias
Por seu trabalho humanitário na África e nas Nações Unidas, o governador geral do Canadá nomeou Lewis um Companheiro da Ordem do Canadá em 10 de outubro de 2002. Sua posse na ordem foi realizada em 23 de outubro de 2003. Ele deu a Palestra Massey anual em 2005, e foi publicado em forma de livro sob o título Race Against Time: Searching for Hope in AIDS-Ravaged Africa. O livro consiste em cinco palestras que retratam a pandemia de HIV/AIDS na África, examinando criticamente a passividade da comunidade internacional como um fator contribuinte.
Em 2007, Lewis recebeu o Prêmio de Cidadania Mundial, da Associação Mundial de Guias e Bandeirantes, bem como o Prêmio de Liderança em Saúde e Direitos Humanos da Doctors of the World-EUA. Lewis também foi investido como Cavaleiro Comandante da Mais Digna Ordem de Moshoeshoe pelo rei Letsie III do Lesoto.
Em 2010, a revista Forbes, em conjunto com sua lista de 2010 das pessoas mais poderosas do mundo, pediu à dramaturga feminista Eve Ensler para identificar as feministas mais poderosas do mundo. Ela nomeou Stephen Lewis como um de seus sete primeiros.
Em 2013, o Centro Mark S. Bonham para Estudos de Diversidade Sexual da Universidade de Toronto presenteou Stephen Lewis com o Bonham Center Award, reconhecendo sua contribuição para o avanço e educação de questões de direitos humanos em torno da educação sexual.
Lewis tem 33 diplomas honorários, 32 de instituições canadenses. Este é um dos maiores mantidos por qualquer canadense.